# Delight (EP của Baekhyun)
Delight là mini-album thứ hai của ca sĩ Hàn Quốc Baekhyun, được SM Entertainment phát hành vào ngày 25 tháng 5 năm 2020. Album bao gồm 7 bài hát, trong đó có đĩa đơn "Candy", và có bốn phiên bản: Cinnamon, Honey, Mint và Chemistry, trong đó Chemistry được phát hành vào ngày 29 tháng 6. Delight là album đầu tiên của một ca sĩ solo Hàn Quốc bán được trên 1 triệu bản trong suốt 19 năm, và là một trong những album bán chạy nhất mọi thời đại tại Hàn Quốc.

## Phát hành
Ngày 22 tháng 4 năm 2020, Baekhyun được đưa tin là đang chuẩn bị phát hành album solo thứ hai của mình và đã tham gia vào nhiều công đoạn của việc sản xuất album này. SM Entertainment sau đó đã xác nhận thông tin này và cho biết album sẽ được phát hành vào cuối tháng 5. Delight và video âm nhạc của đĩa đơn "Candy" được phát hành vào ngày 25 tháng 5 năm 2020.

## Sự đón nhận
| Đánh giá chuyên môn | Đánh giá chuyên môn |
| Nguồn đánh giá      | Nguồn đánh giá      |
| Nguồn               | Đánh giá            |
| ------------------- | ------------------- |
| IZM                 | [ 8 ]               |
| SCMP                | [ 9 ]               |

Ngày 25 tháng 5 năm 2020, Delight được công bố là đã nhận được 732.297 đơn đặt hàng và trở thành album của một ca sĩ solo Hàn Quốc được đặt trước nhiều nhất trong lịch sử. Sau khi được phát hành, album nhanh chóng đứng đầu các bảng xếp hạng album tại Hàn Quốc cũng như bảng xếp hạng iTunes tại 69 quốc gia.
Delight xuất hiện lần đầu tiên trên bảng xếp hạng Gaon Album Chart ở vị trí số 1, và sau đó trở thành album bán chạy nhất trong tháng 5 trên bảng xếp hạng này với 660.000 bản. Sau khi phiên bản Chemistry được phát hành, album quay trở lại vị trí đầu bảng thêm một tuần nữa. Trong tháng 6, album đạt doanh số 971.000 bản, giúp Baekhyun trở thành ca sĩ solo đầu tiên đủ điều kiện nhận được chứng nhận 3x Bạch Kim của KMCA. Ngày 1 tháng 7, Delight được công bố là đã bán được trên 1 triệu bản - lần đầu tiên album của một ca sĩ solo Hàn Quốc làm được điều này trong suốt 19 năm kể từ sau Another Days (2001) của Kim Gun-mo.
Delight cũng đạt được thành công trên các bảng xếp hạng quốc tế. Album đạt vị trí thứ 5 trên bảng xếp hạng Billboard World Album Chart, và vị trí thứ 6 trên bảng xếp hạng album Oricon. Tại Trung Quốc, chỉ 3 ngày sau khi được phát hành, Delight đạt doanh số 3 triệu NDT trên QQ Music và trở thành album Hàn Quốc đầu tiên được chứng nhận 3x Bạch Kim của năm 2020.

## Danh sách bài hát
| STT              | Nhan đề          | Phổ lời                                                 | Phổ nhạc                                                                                 | Phối khí                                     | Thời lượng |
| ---------------- | ---------------- | ------------------------------------------------------- | ---------------------------------------------------------------------------------------- | -------------------------------------------- | ---------- |
| 1.               | "Candy"          | Kenzie                                                  | Mike Daley Mitchell Owens DEEZ Adrian McKinnon                                           | Mike Daley Mitchell Owens DEEZ Yoo Yeong-jin | 3:48       |
| 2.               | "R U Ridin'?"    | Kenzie                                                  | Kenzie Mike Daley Mitchell Owens Wilbart "Vedo" McCoy III                                | Mike Daley Mitchell Owens                    | 2:55       |
| 3.               | "Bungee"         | jane                                                    | Isle Royal Dive Brian Cho jane                                                           | Brian Cho Royal Dive                         | 3:27       |
| 4.               | "Underwater"     |                                                         | Kim Yeon-seo minGtion                                                                    | minGtion                                     | 3:20       |
| 5.               | "Poppin'"        | Kenzie                                                  | Jonathan Yip Ray Romulus Jeremy Reeves Ray Charles McCullough II August Rigo             | The Stereotypes                              | 3:29       |
| 6.               | "Ghost"          | JQ Mola (makeumine works) Kang Eun-yu (makeumine works) | Klara Osk Eliasdottir Alma Gudmundsdottir Tony Ferrari Larus Arnarson Omega Bram Inscore | Leo Omega Bram Inscore                       | 3:25       |
| 7.               | "Love Again"     | Colde                                                   | Colde Stally                                                                             | Colde Stally                                 | 3:26       |
| Tổng thời lượng: | Tổng thời lượng: | Tổng thời lượng:                                        | Tổng thời lượng:                                                                         | Tổng thời lượng:                             | 23:45      |

## Bảng xếp hạng
| Bảng xếp hạng (2020)                 | Thứ hạng cao nhất |
| ------------------------------------ | ----------------- |
| Album Nhật Bản (Oricon)              | 6                 |
| Album Hot Nhật Bản (Billboard Japan) | 6                 |
| Album Ba Lan (ZPAV)                  | 23                |
| Album Hàn Quốc (Gaon)                | 1                 |
| Album Anh Quốc Digital (OCC)         | 11                |
| Heatseekers Albums Mỹ (Billboard)    | 13                |
| World Albums Mỹ (Billboard)          | 5                 |

## Doanh số
| Khu vực    | Doanh số  |
| ---------- | --------- |
| Hàn Quốc   | 1.020.965 |
| Trung Quốc | 255.000   |
| Nhật Bản   | 10.409    |

## Chứng nhận
| Quốc gia                                 | Chứng nhận  | Số đơn vị/doanh số chứng nhận |
| ---------------------------------------- | ----------- | ----------------------------- |
| Hàn Quốc (KMCA)                          | 3x Platinum | 750,000^                      |
| * Chứng nhận dựa theo doanh số tiêu thụ. |             |                               |

## Lịch sử phát hành
| Khu vực       | Ngày                | Định dạng | Hãng đĩa                 |
| ------------- | ------------------- | --------- | ------------------------ |
| Hàn Quốc      | 25 tháng 5 năm 2020 | CD tải về | SM Entertainment Dreamus |
| Toàn thế giới | 25 tháng 5 năm 2020 | Tải về    | SM Entertainment         |